# Hospitalsbranden
Hospitalsbranden er en dansk dokumentarfilm fra 1978 instrueret af Hans-Henrik Jørgensen efter eget manuskript.

## Handling
Rekonstruktion af årsager til brand.

## Medvirkende
- Merete Voldstedlund
- Gyda Hansen
- Else Møller-Andersen
- Sanne Dandanell
- Werner Christiansen
- Jonas Lytting